# ARM Cortex-A720
ARM Cortex-A720은 Arm이 2023년에 공개한 CPU 코어 모델이다. 이 CPU 코어는 ARM Cortex-A715의 후속작이다.
Cortex-A700 CPU 코어 시리즈는 균형 잡힌 성능과 효율성에 중점을 두며, 이 CPU 코어는 고성능 ARM Cortex-X4 또는/및 고효율 ARM Cortex-A520과 같은 동종 코어와 CPU 클러스터에서 짝을 이룰 수 있다. 또한 "빅" 코어 또는 "리틀" 코어로 사용될 수 있다.

## ARM Cortex-A715와 비교한 아키텍처 변경점
- ARMv9.2로 업데이트
- Cortex-A715 대비 15%의 최대 성능 향상
- 10% 성능 향상으로 Cortex-A78과 동일한 크기까지 축소 가능
- Cortex-A78 대비 면적 비용 없는 면적 최적화 구성
- L2 캐시 히트 대기 시간 9사이클로 감소 (10사이클에서)
- 예측 실패 대기 시간 11사이클로 감소 (12사이클에서)[6]
- L2 대역폭 2배 증가
- DSU-120
  - 최대 14코어 (12코어에서 증가)
  - 최대 32 MiB의 공유 L3 캐시 (16 MiB에서 증가)

## 아키텍처 비교
"빅" 코어
| μArch            | Cortex-A77   | Cortex-A78        | Cortex-A710       | Cortex-A715       | Cortex-A720       | Cortex-A725 |
| ---------------- | ------------ | ----------------- | ----------------- | ----------------- | ----------------- | ----------- |
| 코드네임         | Deimos       | Hercules          | Matterhorn        | Makalu            | Hunter            | Chaberton   |
| 최대 클럭 속도   | 2.6 GHz      | ~3.0 GHz          | ~3.0 GHz          | ~3.0 GHz          | ~3.0 GHz          | -           |
| 아키텍처         | ARMv8.2-A    | ARMv8.2-A         | ARMv9.0-A         | ARMv9.0-A         | ARMv9.2-A         | ARMv9.2-A   |
| AArch            | -            | 32비트 및 64비트  | 32비트 및 64비트  | 64비트            | 64비트            | 64비트      |
| 최대 비행 명령   | 160          | 160               | ?                 | 192+              | -                 | -           |
| L0 (Mops 항목)   | -            | 1536              | 1536              | 0                 | 0                 | -           |
| L1 (I + D) (KiB) | 64 + 64 KiB  | 32/64 + 32/64 KiB | 32/64 + 32/64 KiB | 32/64 + 32/64 KiB | 32/64 + 32/64 KiB | 64 + 64 KiB |
| L2 캐시 (KiB)    | 256–512 KiB  | 128–512 KiB       | 128–512 KiB       | 128–512 KiB       | 128–512 KiB       | 0.25–1 MiB  |
| L3 캐시 (MiB)    | 0–4 MiB      | 0–8 MiB           | 0–16 MiB          | 0–16 MiB          | 0–32 MiB          | 0–32 MiB    |
| 디코드 폭        | 4-way        | 4-way             | 4-way             | 5-way             | 5-way             | 5-way       |
| 디스패치         | 6 Mops/cycle | 6 Mops/cycle      | 5 Mops/cycle      | 5 Mops/cycle      | ?                 | -           |

## 활용
- 구글 • 텐서 G4
- 미디어텍 • 디멘시티 9300(+)
- 퀄컴 • 스냅드래곤 6세대 4 • 스냅드래곤 7s/7+ 3세대 • 스냅드래곤 8(s) 3세대
- 삼성 • 엑시노스 1580 • 엑시노스 2400

## 같이 보기
- ARM Cortex-X4, 관련 고성능 마이크로아키텍처
- ARM Cortex-A520, 관련 고효율 마이크로아키텍처
- ARMv8-A 코어 비교